# Zeche Erin
Die Zeche Erin war ein Steinkohle-Bergwerk in Castrop-Rauxel.

## Geschichte

### 1866 bis 1900
1858 konsolidierte der irische Bergbauunternehmer William Thomas Mulvany mehrere Grubenfeldbesitztümer im Gebiet von Castrop. Als Erinnerung an seine Heimat erhielt das neue Grubenfeld den Namen der Göttin Erin, eine Form des gälischen Namens Eire, der für Irland steht.
Unter Kapitalnahme durch die Preußische Bergwerks- und Hütten-AG begann Mulvany mit dem Abteufen der Schächte 1 und 2 an der Karlstraße in Castrop. Bereits 1867 wurde mit der Kohlenförderung begonnen. Die Konzeption und der Ausbau der Schachtanlage erfolgte nach Standards, die aus dem angelsächsischen Steinkohlenbergbau übernommen wurden. Schacht 1 und 2 hatten nur einen Abstand von 20 m zueinander. So konnte, wie auf einigen britischen Zechen damals üblich, ein gemeinsames Maschinenhaus zwischen den Schächten errichtet und die Seilführung über zwei Ausleger aus den Giebelseiten dieses Hauses in den Schacht umgelenkt werden. 1870 wurde auf der Schachtanlage eine Kokerei mit Bienenkorböfen in Betrieb genommen.
In den Folgejahren ereigneten sich mehrere Schlagwetterexplosionen mit Todesopfern, ferner führten starke Wassereinbrüche immer wieder zu Betriebsunterbrechungen, die die Kapitaldecke der Betreibergesellschaft erheblich schwächten. 1877 meldete die Preußische Bergwerks- und Hütten-AG Konkurs an. Die Zeche Erin wurde nur provisorisch offengehalten und förderte Kohle lediglich zum Eigenbedarf.
Aus diesem Umstand erklärt es sich, dass die Zeche Erin nicht wie die anderen von Mulvany gegründeten Zechen Hibernia und Shamrock bei Gründung der Hibernia AG als Bergbaukonzern einbezogen wurde.
1882 gründete Friedrich Grillo eine neue Gewerkschaft Erin. Diese Gewerkschaft investierte nun umfangreich in die ersoffenen Grubenbaue und sümpfte sie mit Erfolg. 1887 erwarb die Gelsenkirchener Bergwerks-AG (GBAG) die Zeche Erin nebst Kokerei. In den Folgejahren wurde die Kokerei durch einen Neubau abgelöst. Die Förderanlage der Schächte 1 und 2 wurde durch eine im Ruhrgebiet einzigartige Konstruktion ersetzt: Es wurden zwei kleine deutsche Strebengerüste, die über eine Laufbrücke miteinander verbunden waren, als „siamesische Zwillinge“ über den Schächten errichtet.
1889 bis 1891 wurde östlich der Schächte 1 und 2 als Seilfahrt- und Wetterschacht der Schacht Erin 3 abgeteuft und in Betrieb genommen. Hierdurch verringerte sich auch das Schlagwetterrisiko erheblich. Über diesem Schacht zunächst ein eisernes Fördergerüst errichtet. Die Förderung stieg nun erheblich an und brachte damit die GBAG an erste Stelle unter den deutschen koksproduzierenden Unternehmen.
Zur Vervollkommnung der Wetterführung und zur Konzentration der Förderung auf Schacht 1/2 wurde 1890 bis 1892 neben Schacht 1/2 als reiner Wetterschacht Schacht 4 niedergebracht. Ferner wurde im Nordostfeld von 1892 bis 1895 als weiterer reiner Wetterschacht Schacht Erin 5 geteuft.

### 1900 bis 1953

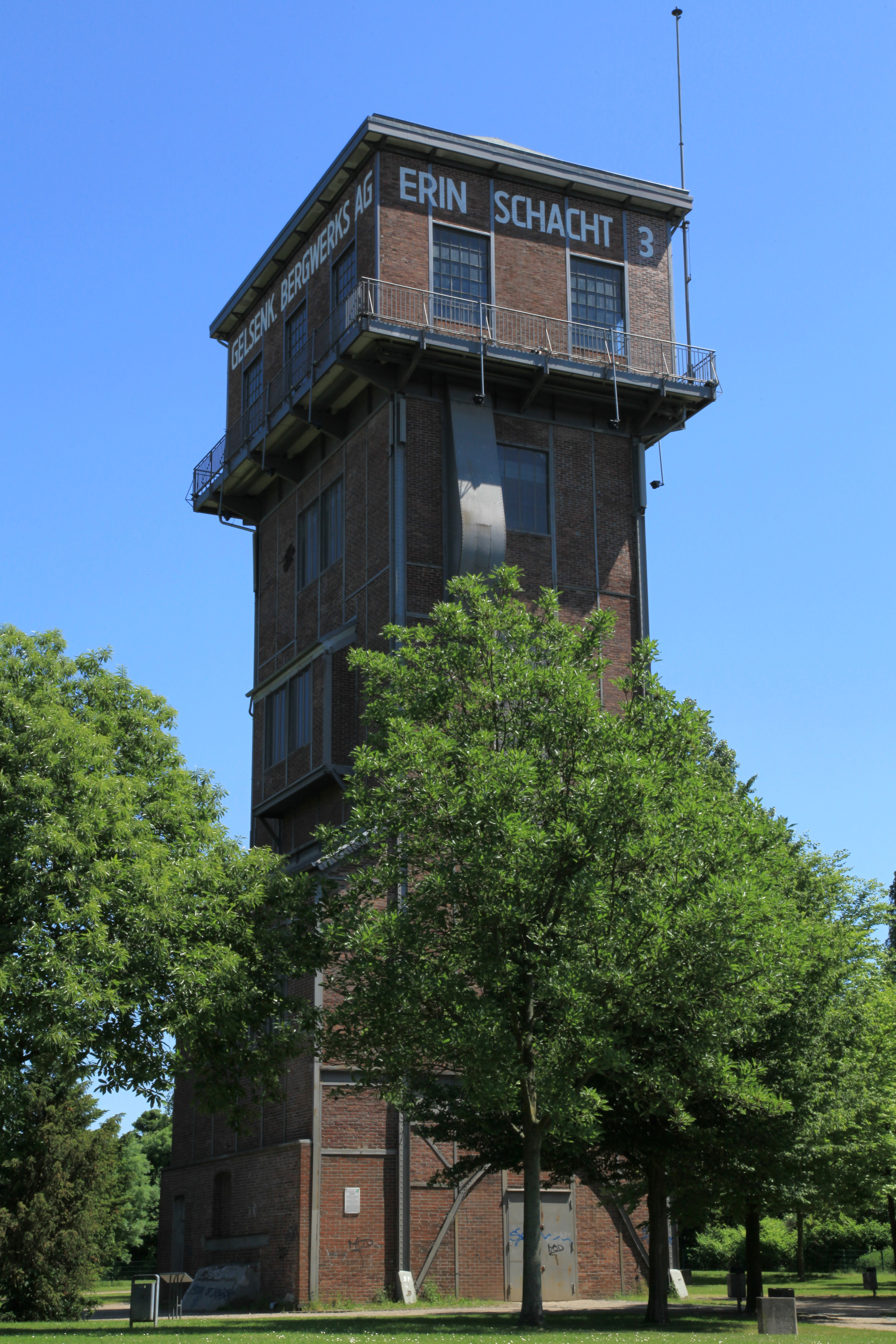
Hammerkopfturm über dem Wetterschacht 3 im Stadtteil Schwerin

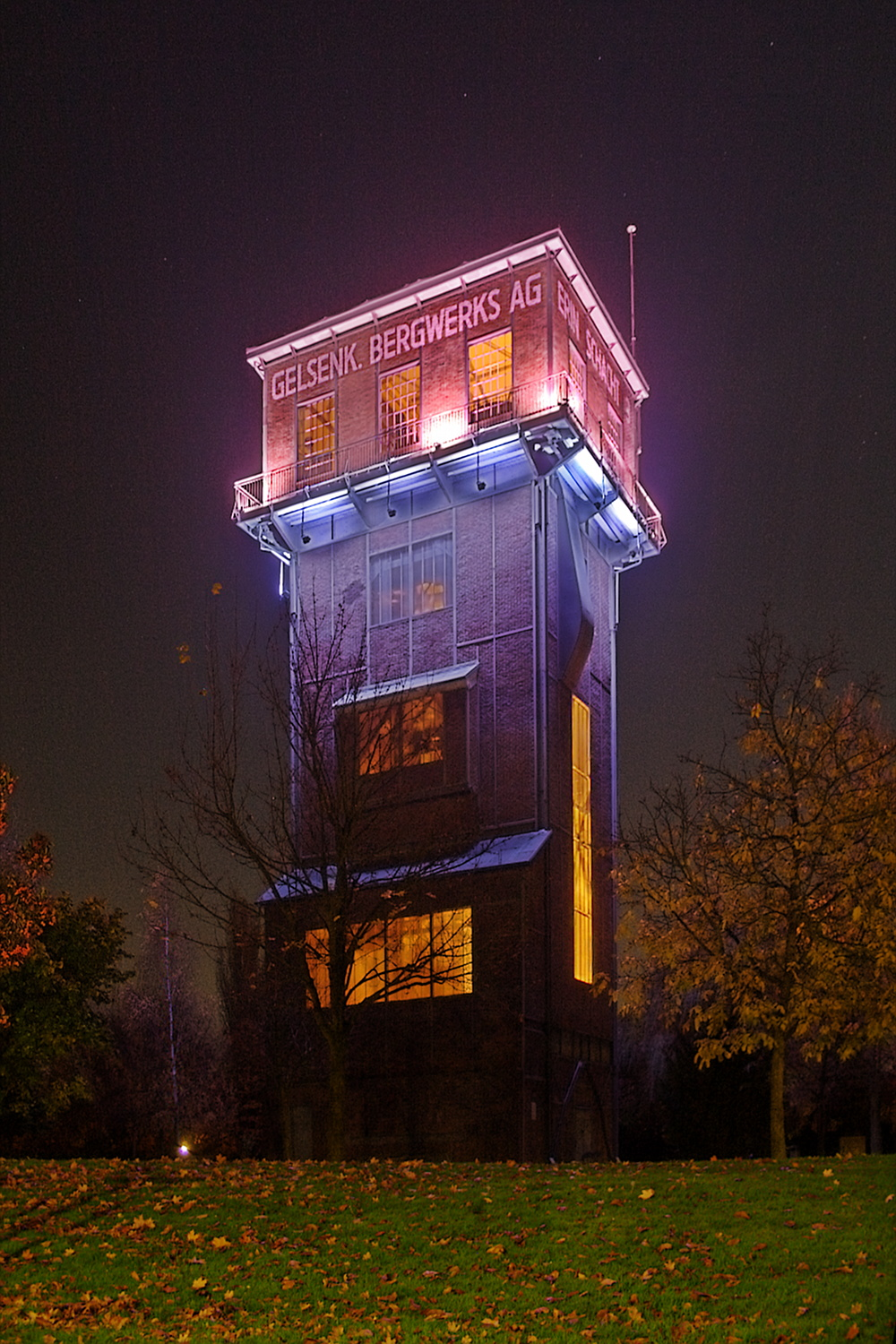
Derselbe Hammerkopfturm bei Nacht

Ab 1905 wurde Schacht 3 zeitweise als eigene Förderanlage geführt. Es wurde von diesem Schacht aus die selbständige Vorrichtung des Nordostfeldes vorgenommen. Schacht 5 wurde als Wetterschacht für den Förderschacht 3 weitergeführt. Die geförderte Kohle wurde wegen fehlender Aufbereitungsanlagen auf Schacht 3 übertägig mit Pferdebahnen nach Schacht 1/2/4 weitergeleitet. 1908 wurde Schacht 3 bis zur 4. Sohle – 498 m (380 m unter NN) tiefergeteuft. 1909 erhielt Schacht 2 ein neues Fördergerüst, danach Förderkörbe mit 4 Etagen für je 2 Wagen und eine neue Fördermaschine. 1912 erhielt Schacht 1 ein neues Fördergerüst und die Fördermaschine wurde von Trommel- auf Koepefördersystem umgerüstet. 1913 wurde mit 2475 Belegschaftsmitgliedern die Rekordjahresförderung von 625.560 Tonnen erreicht. 1914 erreichte Schacht 1 bei -457 m (387,7 m unter NN) die 4. Sohle. 1915 vermeldete die Kokerei eine Rekordproduktion von 210.000 Tonnen. 1919 fiel sie durch die Rezession auf 55.845 t. 1921 wurde Schacht 5 zur 4. Sohle abgeteuft.
Von April 1923 bis zum Juli des gleichen Jahres stand Erin unter französischer Besetzung (passiver Widerstand). Mit 3.272 Belegschaftsmitgliedern wurde eine Jahresförderung von lediglich 188.930 Tonnen erzielt. Nach und nach wurden Grubenfelder mit den Nachbaranlagen getauscht. Beim Entstehen der Vereinigte Stahlwerke AG im Jahr 1926 wurde der Bergbau im Bereich um Castrop und Sodingen neu geordnet. Die 1925 stillgelegte Zeche Teutoburgia in Herne wurde an die Schachtanlage Erin 1/2/4 angeschlossen. Schacht Teutoburgia 1 wurde als Seilfahrtsschacht weitergenutzt, Schacht Teutoburgia 2 fungierte ab 1934 nur noch als Wetterschacht. 1929 wurde über Schacht 3 ein Hammerkopfförderturm aufgestellt, der ursprünglich über Schacht 2 der Zeche Vereinigte Westphalia in Dortmund stand. Ein Jahr später wurde die Kokerei der Schachtanlage Erin 1/2/4 durch einen modernen Neubau ersetzt.
1937 wurde die Förderung in Schacht Erin 3 eingestellt, da geplant war, Schacht 1/2/4 zur Zentralförderanlage auszubauen. Die Förderung erreichte eine Million Tonnen Fett- und Gaskohle pro Jahr. Zum weiteren Ausbau der Zeche wurde 1943 zunächst damit begonnen, die Wetterführung im Westfeld zu optimieren. Der hierzu begonnene Wetterschacht Erin 6 musste allerdings wegen der laufenden Kriegsereignisse gestundet werden.
Die Schachtanlage wurde am 3. Januar 1945 bei einem Bombenangriff schwer beschädigt und am 27. Februar wurde die Förderung eingestellt. Nach einem weiteren Angriff musste auch die Koksproduktion am 13. März eingestellt werden. Kurz nach der Besetzung durch amerikanische Truppen am 8./9. April kam die Zeche unter britische Verwaltung. Während die Förderung bereits am 19. April wieder aufgenommen werden konnte, begann die Kokserzeugung am 11. Oktober 1945 mit dem Anfahren der Batterien 1 und 3. Erst 1951 waren alle Kriegsschäden beseitigt. Schacht 6 wurde zwischen 1948 und 1951 fertiggestellt.
Die Zeche Erin wurde ab 1951 unter einer eigenen Betreibergesellschaft fortgeführt. Diese war eine hundertprozentige Tochtergesellschaft der GBAG. Von 1951 bis 1953 wurde bei der Schachtanlage 1/2/4 der neue Hauptförderschacht 7 niedergebracht. Dieser erhielt ein vollwandiges Fördergerüst der Bauart Dörnen und sollte die zentrale Produkten- und Materialförderungsfunktion übernehmen.

### 1953 bis 1983
Ab 1956 wurde die Zeche Erin durch die Dortmunder Bergbau-AG geführt. Bis 1962 wurden die Schächte 1 und 2 nach und nach aus der Förderung genommen. Das Zwillingsgerüst Erin 1/2 wurde Zug um Zug durch eine kleinere Einrichtung ersetzt. Die Schächte wurden fortan nur noch als Wetterschächte betrieben.
1966 führte die Zeche Erin Rationalisierungsmaßnahmen durch, so vor allem eine zunehmende Automatisierung der Strebbetriebe.
1967 erfolgte der Verkauf der Zeche Erin an den Eschweiler Bergwerks-Verein (EBV), der um diese Zeit einige Zechen im Herner und Castroper Gebiet erwarb (s. Zeche Lothringen, Zeche Graf Schwerin).
Unter der Führung des EBV wurden der Zeche Erin Reservefelder von Lothringen und Graf Schwerin zugewiesen. Der Schacht Lothringen 6 wurde als Wetterschacht übernommen.

## Betriebskennzahlen
Die höchste Jahrsförderleistung wurde 1973 mit 1.480.855 t erzielt. Im Jahr 1957 erreichten die Koksproduktion mit 832.330 t den Höchststand. Ebenso die Belegschaft mit 4.799 Beschäftigten.
In der logarithmischen Darstellung der Betriebskennzahlen ist deutlich das unverändert hohe Niveau der Förderung und Kokserzeugung während des Zweiten Weltkrieges bis 1944 sowie der Einbruch 1945 aufgrund der Kriegszerstörung zu erkennen. Ebenso der Rückgang der Produktion im Jahr 1923 durch den passiven Widerstand der Bergleute während der Besetzung des Ruhrgebiets durch französische und belgische Truppen.

## Lage der Schächte
- Schacht 1: 51° 32′ 48,7″ N, 7° 18′ 16,68″ O
- Schacht 2: 51° 32′ 48,2″ N, 7° 18′ 16,7″ O
- Schacht 3: 51° 33′ 0,7″ N, 7° 19′ 42,2″ O
- Wetterschacht 4: 51° 32′ 47,88″ N, 7° 18′ 14,32″ O
- Wetterschacht 5: 51° 33′ 36,7″ N, 7° 19′ 17,8″ O
- Wetterschacht 6: 51° 31′ 58,8″ N, 7° 17′ 53,9″ O
- Schacht 7: 51° 32′ 47,56″ N, 7° 18′ 17,17″ O

## Stilllegung
Die jäh einsetzende Absatzkrise ab 1982 führte beim EBV zum Entschluss, sich nach und nach aus dem Bergbaugeschäft zurückzuziehen. Die Zeche Erin, die nach fast 120-jähriger Fördertätigkeit keine ausreichenden Kapazitätsreserven mehr hatte, wurde zur Stilllegung festgeschrieben.
Am 23. Dezember 1983 erfolgte die Stilllegung des Förderbetriebes. Die Kokerei wurde 1984 gelöscht. Mit der Stilllegung beendete die erste und auch letzte fördernde Zeche Castrop-Rauxels die Ära des Steinkohlebergbaus der Stadt.

## Heutiger Zustand

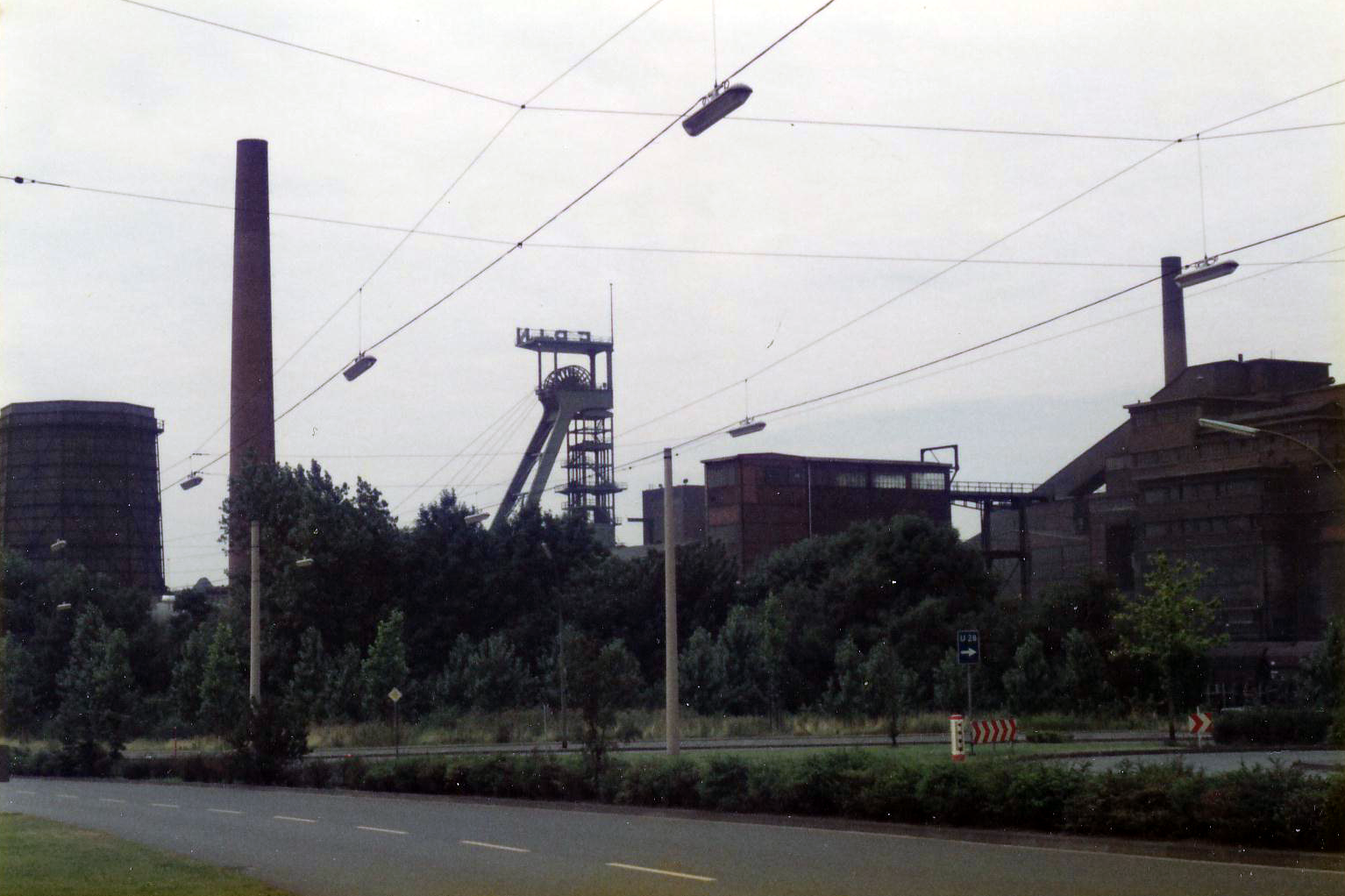
Die heute nicht mehr existierenden Werksanlagen der Zeche Erin vom Altstadtring aus (1984)

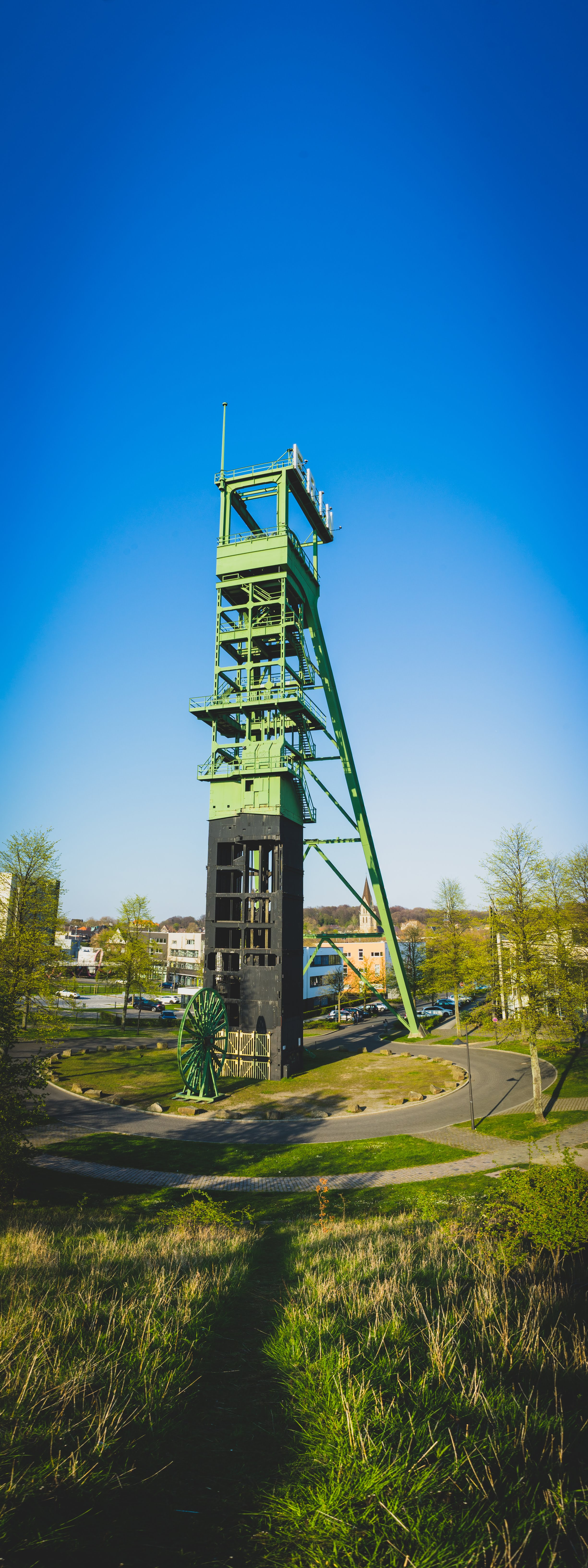
Zustand April 2019, Hochkant-Panorama

Die Schächte wurden verfüllt. Die Fördertürme über Schacht 7 und Schacht 3 sind als Industriedenkmale erhalten. Sie künden (teilweise illuminiert) weithin von der großen bergbaulichen Vergangenheit der Stadt Castrop-Rauxel.
Auf dem Gelände der Zeche Erin 1/2/4/7 ist in einigen alten Nebengebäuden sowie auf den Freiflächen der früheren Kokerei ein Technologie- und Gewerbepark entstanden.

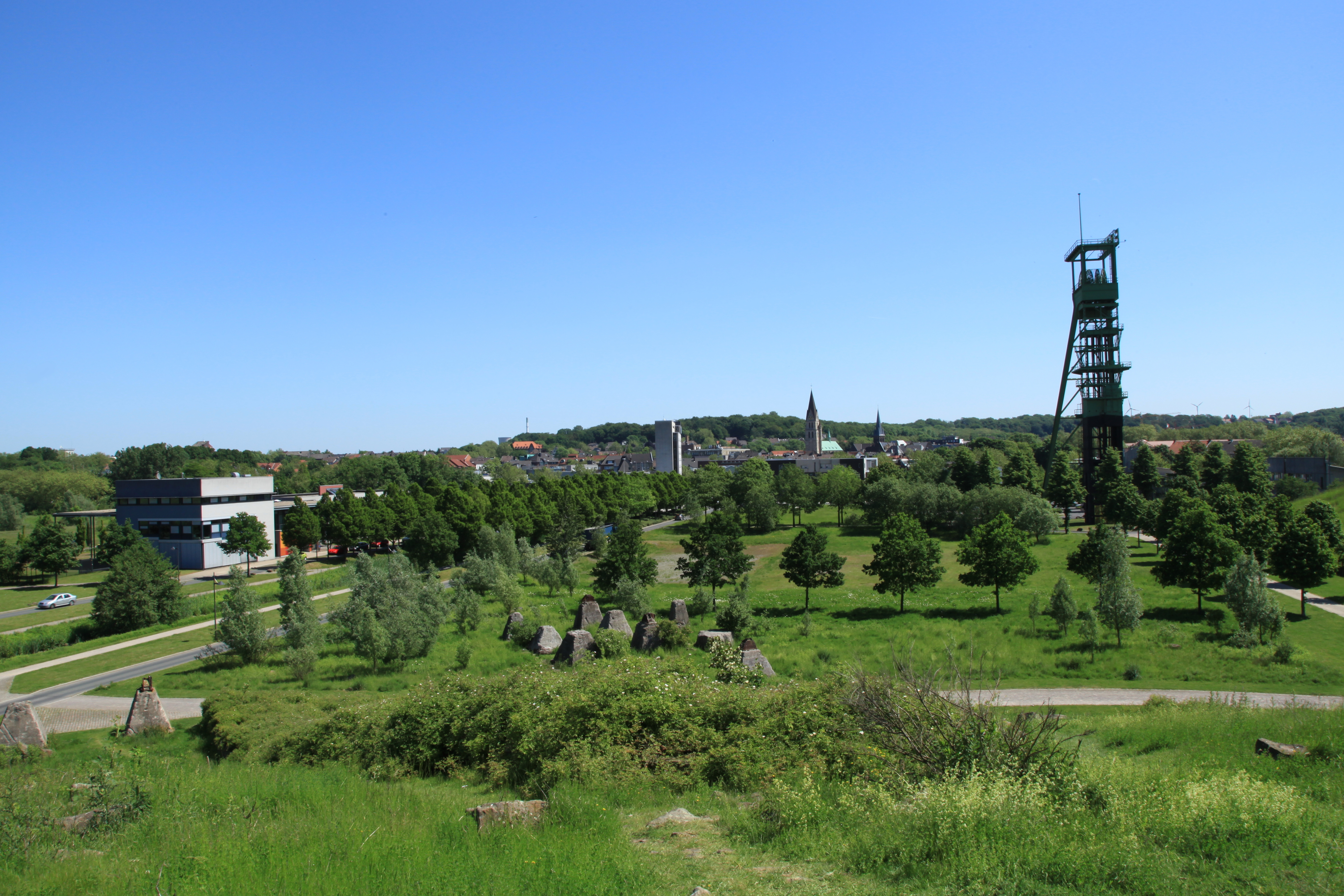
Der Erin-Park auf dem ehemaligen Zechengelände

Der ehemalige Wetter- und Seilfahrtschacht Erin 3 ist einer der ältesten noch erhaltenen Türme seiner Art. Er ist technikgeschichtlich bedeutend und ein Zeugnis der Wirtschaftsgeschichte der Stadt. In Gedenken an den irischen Gründer William Thomas Mulvany wurde um diesen Förderturm herum ein keltischer Baumkreis errichtet. Der Kreis orientiert sich angeblich an einem mythischen "Baumkalender" der Kelten, basiert jedoch auf einer modernen Erfindung.
Neben dem Hammerkopfturm wurde 1902 ein Bergbeamtenhaus erbaut. Seine Größe, der architektonische Aufwand und die repräsentativen Details spiegeln den gehobenen Zechenwohnungsbau wider.
Beide sind Teil der Route der Industriekultur.